# Jennifer Hudson
Jennifer Kate Hudson és una cantant i una actriu estatunidenca nascuda el 12 de setembre de 1981 a Chicago (Illinois). És la ex-promesa de David Otunga, un lluitador professional americà, i treballa actualment a la World Wrestling Entairtainment, en la divisió NXT.
Se la coneix a partir de la tercera temporada de la sèrie American Idol però és sobretot la seva primera experiència en el drama musical Dreamgirls que la fa ser coneguda a l'escena internacional. Aquesta pel·lícula li ha permès guanyar l'Oscar a la millor actriu secundària, així com un Globus d'Or a la millor actriu secundària per la seva interpretació d'Effie White. És la tercera afroamericana a rebre'l, després d'Hattie Mcdaniel per a Allò que el vent s'endugué i Whoopi Goldberg per a Ghost.

## Fets diversos
El 24 d'octubre de 2008, la mare de Jennifer Hudson, Darnell Donerson, de 57 anys, i el seu germà Jason, de 29 van ser trobats morts a trets a la casa de Chicago que Donerson compartia amb la germana gran de Hudson, Julia. Julia va avisar que el seu fill Julian King, nebot de Jennifer, havia desaparegut, i va començar una cerca policial. Al cap de tres dies, l'FBI va confirmar que un cos trobat al West Side de Chicago era en Julian; l'autòpsia va trobar que havia mort de "múltiples ferides de bala". La policia va acusar William Balfour, de 27 anys, el marit separat de Julia, de tres assassinats en primer grau i una invasió de domicili. Se'l va trobar culpable de les set acusacions en contra seu, i el juliol de 2012, el van sentenciar a tres cadenes perpètues sense possibilitat de llibertat condicional (consecutives), seguides de 120 anys per les altres acusacions.
La família de Hudson va crear la Fundació Hudson-King per a Famílies de Víctimes Assassinades, en honor de les tres víctimes. Hudson i la seva germana van crear la Fundació Julian D. King en honor del seu nebot. Es dedicar a donar regals de Nadal i material escolar a famílies necessitades de la zona de Chicago.
Ha cantat The Star-Spangled Banner en la Super Bowl XLIII.
Jennifer també ha cantat la cançó " Will You Be There " en homenatge a Michael Jackson, el 7 de juliol de 2009 amb els ballarins d'aquest mateix difunt artista.
Ha treballat amb el col·lectiu d'artistes americans que reprenen We are The World de Michael Jackson amb, entre d'altres, Nicole Scherzinger, Fergie, Céline Dion, Lionel Richie, Usher, Justin Bieber, T-Pain, Akon, Pink, Barbra Streisand, Adam Levine, reunits en homenatge a Haití

## Filmografia
- 2007: Dreamgirls de Bill Condon: Effie "Melody" White
- 2008: Sex and the City: The Movie  de Michael Patrick King: Louise
- 2009: The Secret Life of Bees de Gina Prince-Bythewood: Rosaleen Daise

## Discografia

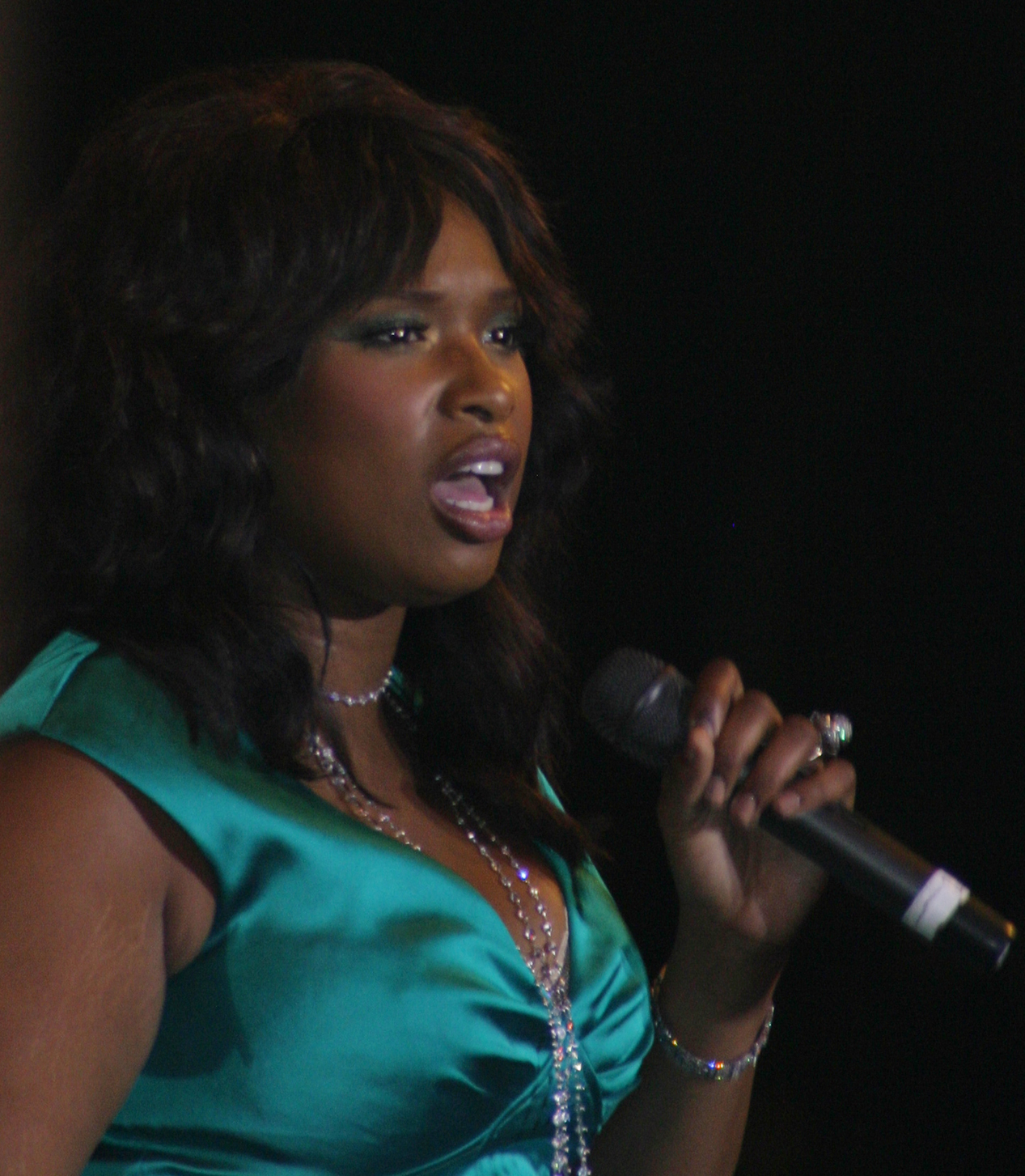
Jennifer Hudson

### Àlbums
| Any  | Títol                                                        | Posicions en llista | Posicions en llista | Posicions en llista | Posicions en llista | Posicions en llista | Posicions en llista | Posicions en llista | Posicions en llista | Posicions en llista | Posicions en llista | Vendes i Certificacions                                                  |
| Any  | Títol                                                        | WW                  | U.S.                | UK                  | AUS                 | CAN                 | IRL                 | NE                  | JP                  | FRA                 | ALL                 | Vendes i Certificacions                                                  |
| ---- | ------------------------------------------------------------ | ------------------- | ------------------- | ------------------- | ------------------- | ------------------- | ------------------- | ------------------- | ------------------- | ------------------- | ------------------- | ------------------------------------------------------------------------ |
| 2008 | Jennifer Hudson - 1r àlbum - Sortida: 30 de setembre de 2008 | —                   | 2                   | 21                  | 73                  | —                   | 46                  | —                   | 27                  | —                   | —                   | - RIAA: Disc d'Or als Estats Units - Vendes mundials: 706 975 exemplars. |

### Singles
| Any  | Títol                             | Posicions en llista | Posicions en llista | Posicions en llista | Posicions en llista | Posicions en llista | Posicions en llista | Posicions en llista | Posicions en llista | Posicions en llista | Posicions en llista | Posicions en llista | Àlbum           |
| Any  | Títol                             | WW                  | U.S.                | U.S RnB             | U.S. Pop            | UK                  | IRE                 | AUS                 | NZ                  | GER                 | SWI                 | FRA                 | Àlbum           |
| ---- | --------------------------------- | ------------------- | ------------------- | ------------------- | ------------------- | ------------------- | ------------------- | ------------------- | ------------------- | ------------------- | ------------------- | ------------------- | --------------- |
| 2008 | "Spotlight"                       | —                   | 24                  | 1                   | 56                  | 11                  | 32                  | 96                  | 21                  | 58                  | —                   | —                   | Jennifer Hudson |
| 2009 | "If This Isn't Love"              | —                   | —                   | 36                  | —                   | —                   | —                   | —                   | —                   | —                   | —                   | —                   | Jennifer Hudson |
| 2009 | "Pocketbook" feat. Ludacris       | —                   | —                   | —                   | —                   | —                   | —                   | —                   | —                   | —                   | —                   | —                   |                 |
| 2010 | "We are the world 2010 for Haiti" | —                   | —                   | —                   | —                   | —                   | —                   | —                   | —                   | —                   | —                   | —                   | Jennifer Hudson |

## Premis i nominacions
- 79a cerimònia dels Oscars 2007: Oscar a la millor actriu secundària per Dreamgirls
- 64a cerimònia dels Globus d'Or 2007: Globus d'Or a la millor actriu secundària per Dreamgirls
- 2009: Grammy al millor àlbum de R&B per Jennifer Hudson